# Dolce I di Provenza
Dolce di Gévaudan o di Provenza (1090 circa – 1129 circa) fu contessa di Provenza e Gévaudan, per circa un anno, tra il 1112 ed il 1113, poi cedette il titolo ed il governo al marito, divenendo contessa consorte, così come dal 1112 era contessa consorte di Barcellona, Gerona e Osona e dal 1118 contessa consorte di Cerdagna.

## Origine
Figlia primogenita del Visconte di Millau, di Gévaudan, e di Carlat, Gilberto I di Gévaudan e della Contessa di Provenza, Gerberga (come ci viene confermato dalle Note dell'Histoire Générale de Languedoc, Tome II), figlia secondogenita del conte di Provenza, Goffredo I e della moglie Stefania o Dolce (?- dopo il 1096, anno in cui Stefania fece una donazione per l'anima del figlio Bertrando), come viene riportato a pagina 529 delle Note dell'Histoire Générale de Languedoc, Tome II; secondo lo storico Szabolcs de Vajay, Stefania era viscontessa di Marsiglia, figlia del visconte di Marsiglia, Guglielmo II.
Gilberto I di Gévaudan era figlio primogenito del visconte di Millau e di Gévaudan, Berengario II (?-1090 circa) e della moglie la viscontessa di Carlat, Adela, figlia del visconte di Carlat, Gilberto e di Nobilia, Viscontessa di Lodève.

## Biografia
Nel 1112 ereditò il titolo di contessa di Provenza, avendo la madre abdicato all'atto del suo matrimonio, come testimoniato dalla Ex Brevi Historia Comitum Provinciæ e familia comitum Barcinonensium con il conte di Barcellona, Raimondo Berengario III, che, secondo la Inquisitio circa comitatum Carcassonæ quomodo pervenerit ad comites Barcinonenses era l'unico figlio maschio del conte di Barcellona, Gerona, Osona e Carcassonne, Raimondo Berengario II, detto testa di stoppa e di Matilde d'Altavilla (o Mafalda di Puglia), che secondo il cronista attivo in Italia in epoca normanna, a cavallo tra la fine del secolo XI e l'inizio del secolo XII, Guglielmo di Puglia, nel suo Gesta Roberti Wiscardi era la figlia primogenita del duca di Puglia e Calabria e conte di Sicilia, Roberto il Guiscardo (anche l'Ex Gestis Comitum Barcinonensium ci conferma che era figlia del Guiscargo) e della principessa longobarda, Sichelgaita di Salerno, che secondo il Gestis Ducum Normannorum, Continuatione Roberti era la figlia primogenita di Guaimario, principe di Salerno e di Capua, duca di Amalfi e Gaeta e duca di Puglia e Calabria e della sua terza moglie, Gemma di Capua, figlia del conte di Capua Laidolfo.
Nel 1113 Dolce cedette al marito, Raimondo Berengario, i suoi diritti sulla Provenza ed il Gévaudan, dando così inizio alla dinastia catalano/aragonese, nel governo della contea. Infatti già in una donazione del 28 luglio 1114, Raimondo Berengario si cita col titolo di conte e marchese di Provenza in un documento di una donazione fatta all'abbazia di Saint-Victor di Marsiglia.
Dolce è citata in altri due documenti, una donazione all'abbazia di Grasse, ancora del 1114, ed un secondo documento della Gallia Christiana Novissima, Tome I, Aix, Instrumenta, (Col. 10-11, doc. VIII, non consultato) del 1125.
Alla sua morte, avvenuta nel 1129 circa, ebbe inizio un periodo d'instabilità, che si concluse con la guerra di Baux e che vide Ugone e Bertrando de Baux, figli della sorella di Dolce, Stefania (?-1160), incoraggiati dalla madre alla guerra (1144-1162) per il possesso della Provenza, entrare in guerra contro i conti di Barcellona. Si scatenò quindi una serie di conflitti armati detti "guerre di successione di Baux", uscire infine sconfitti ad opera degli avversari catalani.

## Discendenza
Dolce a Raimondo Berengario diede 8 (oppure 7) figli:
- Raimondo Berengario[3] (1113- 6 agosto 1162), conte di Barcellona e principe d'Aragona per il matrimonio con Petronilla d'Aragona.
- Berengario Raimondo[3] (gennaio 1114- marzo 1144), conte di Provenza.
- Bernardo (ca. 1115-dopo il 1117, citato nel documento XXXVIII della España sagrada[15]), morto giovane.
- Berengaria (1116 – 15 gennaio 1149), sposò, nel 1128, il re di Castiglia e León Alfonso VII di Castiglia, detto l'Imperatore[16].
- Jimena (1117-dopo il 1136), sposò, nel 1130 circa, il conte Ruggero III di Foix, ( † verso il 1147 ed è citata due volte, nelle Preuves de l'Histoire Générale de Languedoc, nel documento CXXXVIII[17] e nel documento XCVIII[18]. Secondo alcuni storici è la stessa Jimena, figlia della prima moglie di Raimondo Berengario III, Maria Díaz de Vivar.
- Stefania (1118-1131), che non è citata tra i figli di Raimondo Berengario dallo storico spagnolo, Próspero de Bofarull y Mascaró[13], e che sposò nel 1128 il conte Centulo II di Bigorne (?-1128) e, in seconde nozze, nel 1130, il visconte Raimondo II di Dax (?-1167).
- Mafalda di Barcellona (1120- dopo il 1157), citata tra i figli di Raimondo Berengario dallo storico, Bofarull y Mascaró[13], e che sposò il signore Guglielmo di Castelvecchio (?-1166).
- Almodis di Barcellona (1126- dopo il 1164), citata tra i figli di Raimondo Berengario dallo storico, Bofarull y Mascaró[13], e che sposò il visconte di Bas, Ponce di Cervera (?-1155).

### Fonti primarie
- (LA)  Cartoulaire de Marseille Saint-Victor Tome I.
- (LA)  Recueil des Chartes de l'Abbaye de Cluny, tome III.
- (LA)  Histoire Générale de Languedoc, Tome V, Preuves, Chartes et Diplômes.
- (LA)  Rodulfi Glabri Historiarum Libri Quinque.
- (LA)  Rerum Gallicarun et Francicarum Scriptores, Tome XII.
- (LA)  Gallia Christiana in provincia ecclesiastica, tomus I,.
- (LA)  España sagrada, tomo XLIII,.

### Letteratura storiografica
- Louis Halphen, La Francia nell'XI secolo, in «Storia del mondo medievale», vol. II, 1979, pp. 770–806
- Louis Halphen, Il regno di Borgogna, in «Storia del mondo medievale», vol. II, 1979, pp. 807–821
- Rafael Altamira, La Spagna (1031-1248), in Storia del mondo medievale, vol. V, 1980, pp. 865–896
- Antonello del Balzo di Presenzano, A l'asar Bautezar! I del Balzo ed il loro tempo, Napoli 2003.
- (FR)  Mémoires pour servir à l'histoire des comtés de Valentinois et de Diois.
- (FR)  Inventaire chronologique des chartes de la famille de BauxI.
- (FR)  Histoire générale de Languedoc, Notes, tomus II.